# Partido Social Cristão
De Partido Social Cristão, afgekort PSC (Nederlands: Sociaal-Christelijke Partij) is een politieke partij in Brazilië. Op 29 maart 1990 werd de partij geregistreerd en in hetzelfde jaar werd Geraldo Bulhões verkozen als gouverneur voor de staat Alagoas.

## Verkiezingsresultaten

### Parlementsverkiezingen
| Kamer                                                               | Kamer     | Kamer      | Kamer      | Kamer  | Kamer  | Senaat    | Senaat     | Senaat     | Senaat  | Senaat   | Senaat |
| Jaar                                                                | Stemmen   | Stemmen    | Stemmen    | Zetels | Zetels | Stemmen   | Stemmen    | Stemmen    | Zetels  | Zetels   | Zetels |
| Jaar                                                                | Aantal    | Percentage | Percentage | Aantal | +/-    | Aantal    | Percentage | Percentage | Gekozen | +/-      | Totaal |
| Jaar                                                                | Aantal    | %          | +/-        | Aantal | +/-    | Aantal    | %          | +/-        | Gekozen | +/-      | Totaal |
| ------------------------------------------------------------------- | --------- | ---------- | ---------- | ------ | ------ | --------- | ---------- | ---------- | ------- | -------- | ------ |
| 2006                                                                | 1.747.863 | 1,90       | –          | 9      | –      | 131.548   | 0,20       | –          | 0       | –        | 0      |
| 2010                                                                | 3.072.546 | 3,20       | 2,30       | 17     | 8      | 1.247.157 | 0,70       | 0,50       | 1       | Gestegen | 1      |
| 2014                                                                | 2.520.421 | 2,60       | -0,60      | 13     | -4     | 19.286    | 0,00       | -0,50      | 0       | Stabiel  | 1      |
| 2018                                                                | 1.765.226 | 1,80       | -0,80      | 8      | -5     | 4.126.068 | 2,40       | 2,40       | 1       | Stabiel  | 1      |
| 2022                                                                | 1.944.678 | 1,78       | -0,02      | 6      | -2     | 4.285.485 | 4,30       | 1,90       | 1       | Stabiel  | 1      |
| Bron: Wikipedia - Braziliaanse parlementsverkiezingen 2006 t/m 2022 |           |            |            |        |        |           |            |            |         |          |        |

### Statenverkiezingen
Er werden geen PSC-kandidaten gekozen voor het gouverneurschap tijdens de Statenverkiezingen van 2022.

### Gemeentelijke verkiezingen
Bij de gemeentelijke verkiezingen van 2020 werden 116 burgemeesters en 1510 gemeenteleden gekozen voor de PSC.